# Хамид Карзай
Хамид Карзай (на пущунски: حامد کرزی) е афганистански политик, бивш президент на Афганистан от 22 декември 2001 до 29 септември 2014 г., първоначално като временен лидер, а след това като президент в продължение на почти десет години, от 7 декември 2004 до 2014 г. Той произхожда от политически активно семейство. Баща му, чичо му и дядо му са активни в афганистанската политика и правителство. По време на Международната конференция за Афганистан в Германия през декември 2001 г. Карзай е избран от видни афганистански политически дейци, за да изпълнява шестмесечен мандат като председател на Временната администрация. След това той е избран за двугодишен мандат за временен президент по време на Лоя Джирга (голямото събрание), което се провежда в Кабул. След президентските избори през 2004 г. Карзай е обявен за победител и става президент на Ислямска република Афганистан. Печели втори петгодишен мандат на президентските избори през 2009 г. Мандатът му приключва през септември 2014 г.

## Биография
Карзай е роден на 24 декември 1957 г. в село Карз, област Кандахар в Южен Афганистан. Той е етнически пущун от племето Попалази. Баща му Абдул Ахад Карзай е бил заместник-председател на парламента през 60-те години. Дядо му Хаир Мохамед Хан се е сражавал през Третата англо-афганистанска война през 1919 г. и е заместник-председател на Сената. Семейството на Карзай са силни привърженици на Захир Шах, последният крал на Афганистан. Неговият чичо Хабибула Карзай служи като представител на Афганистан в ООН и придружава крал Захир Шах в началото на 60-те години на миналия век в САЩ за специална среща с президента на САЩ Джон Ф. Кенеди.
Хамид Карзай посещава основното училище Махмуд Хотаки в Кандахар и афганисткото училище Сайед Джамалуддин в Кабул. Завършва гимназия в Хабибия през 1976 г. След като завършва гимназия, той пътува до Индия като студент по обмен през 1976 г. и е приет да учи за магистърска степен по международни отношения и политически науки от университета Химачал Прадеш. Получава магистърска степен през 1983 г. Карзай се премества в Пакистан, за да работи за набиране на средства за антикомунистическите муджахедини по време на съветско-афганистанската война през 80-те години. Муджахедините са подкрепени от САЩ, Пакистан и Саудитска Арабия.
През 2000 и 2001 г. Карзай пътува до Европа и Съединените щати, за да помогне за събирането на подкрепа за антиталибанското движение. Докато американските въоръжени сили се подготвят за конфронтация с талибаните през септември 2001 г., Карзай започва да призовава държавите от НАТО да прочистят страните си от Ал Кайда. Карзай говори шест езика: пущу, дари, хинди, урду, френски и американски английски.

## Награди
- Рицар от Ордена на Великия кръст на Свети Михаил и Свети Георги от Британската империя с възлагане на рицарство
- Почетен професор на Туркменския държавен университет
- Награда Квадрига (2004 г.)